# Monte Basilicò -Torrente Listi
Monte Basilicò -Torrente Listi este o arie protejată (arie specială de conservare — SAC, sit de importanță comunitară — SCI) din Italia întinsă pe o suprafață de 326 ha, integral pe uscat.

## Localizare
Centrul sitului Monte Basilicò -Torrente Listi este situat la coordonatele 38°09′05″N 15°50′31″E / 38.151389°N 15.841944°E.

## Înființare
Situl Monte Basilicò -Torrente Listi a fost declarat sit de importanță comunitară în septembrie 1995 pentru a proteja 8 specii de animale. Situl a fost protejat și ca arie specială de conservare în aprilie 2018.

## Biodiversitate
Situată în ecoregiunea mediteraneană, aria protejată conține 6 habitate naturale: Păduri de Abies alba din Apeninii sudici, Păduri de Castanea sativa, Păduri de fag din Apenini cu Taxus și Ilex, Galerii de Salix alba și de Populus alba, Păduri de fag din Apenini cu Abies alba și păduri de fag cu Abies nebrodensis, Liziere de ierburi înalte hidrofile de câmpie și de nivel montan până la alpin.
La baza desemnării sitului se află mai multe specii protejate:
- păsări (2): cuc (Cuculus canorus), ciocănitoare neagră (Dryocopus martius)
- amfibieni (2): Bombina pachypus, Salamandrina terdigitata
- mamifere (2): lupul (Canis lupus), liliacul mic cu potcoavă (Rhinolophus hipposideros)
- nevertebrate (2): Cordulegaster trinacriae, fluturele de noapte (Eriogaster catax)

Pe lângă speciile protejate, pe teritoriul sitului au mai fost identificate 12 specii de plante, 3 specii de amfibieni, 8 specii de mamifere, 6 specii de nevertebrate, 4 specii de reptile.